# J/FPS-3
J/FPS-3는 일본의 지상 대공레이다로, 항공자위대에 의해 7개 배치가 완료됐다. 일본 방위성의 기술 연구 본부가 개발한 첨단 3차원 대공 레이다다.

## 방공 레이다
방공 레이다는 일본 전역은 물론이고 일본 바깥의 바다와 한반도,중국까지 감시할 수 있어, 일본의 방공 정책의 필수적인 존재다. 해상 레이다와 비교되기도 한다. 주요 임무는 항공기,탄도탄 감시등이 목적이다. 일본의 방공 전략은 인접 위협세력은 한반도와 중국등에서 미사일이 날아오는걸 대비하여 첨단 방공 레이다를 갖추어, 미리 보고 요격한다는 개념이다.

## 역사
- 1979년 (쇼와 54년)도 - 내부 연구 시작
- 1986년 (쇼와 61년)도 - 기술 시험 시작
- 1987년 (쇼와 62년)도 - 실제 시험 시작
- 1988년 (쇼와 63년)도 - 기술 · 운용 시험 완료
- 1989년 (1989년)도 - 설계 및 생산 착수
- 1995년 (1995년)도 - 제 45 경계 군에서 운용 개시
- 2008년 (헤세이 20년)도 - 카모 · 가사 토리 산 · 세 후리의 J / FPS-3 능력 향상 [6]
- 2009년 (헤세이 21년)도 - 当別 · 大滝根山 · 와지 마 · 교가 미사키의 J / FPS-3 능력 향상

## 배치
- 교가 미사키 분 툰 기지 (제 35 경계 부대: 1 호기)
- 카모 분 툰 기지 (제 33 경계 부대: 2 호기)
- 大滝根山분 툰 기지 (제 27 경계 군: 3 호기)
- 当別분 툰 기지 (제 45 경계 군: 4 호기)
- 와지 분 툰 기지 (제 23 경계 군: 5 호기)
- 세 후리 분 툰 기지 (제 43 경계 군: 6 호기)
- 가사 토리 산 분 툰 기지 (제 1 경계 군: 7 호기)

## 같이 보기
- J/FPS-7
- J/FPS-5
- J/FPS-4
- 그린파인 레이다
- AN/TPY-2